# Munshausen
Munshausen (en luxembourgeois : Munzen ) est une section de la commune luxembourgeoise de Clervaux située dans le canton de Clervaux.

## Géographie
Munshausen est situé dans l'Oesling, la partie luxembourgeoise des Ardennes.

## Étymologie
Munshausen est un village très ancien qui est mentionné pour la première fois en 839 sous le nom de Muniheistati in Arduenna. D'autres noms lui sont donnés en 1404 Monshusen, en 1417 Moinshuis, en 1419 Muynshusen, en 1527 Muentzhusen et en 1598 Muntzhausen.
Non loin de Munshausen se situe le refuge ("Fliehburg") "Kugigt, la région était donc déjà habité avant 2 000 ans.

## Histoire

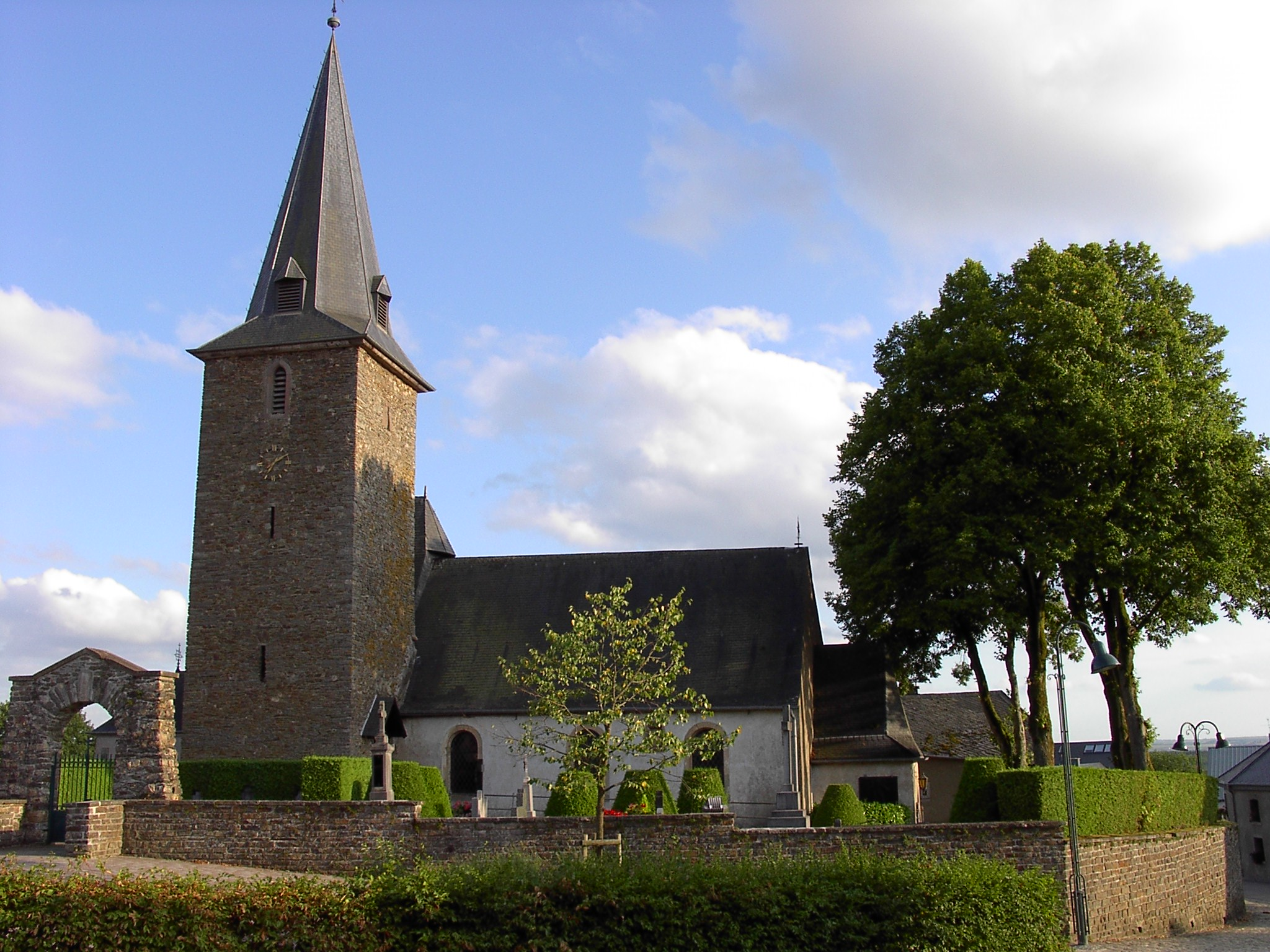
L'église Saint-Hubert.

L'église de Munshausen, dédiée à saint Hubert et dont les parties les plus anciennes datent du XIIIe siècle, est l'église paroissiale de plusieurs localités avoisinantes, entre autres de Clervaux, l'actuel chef-lieu de la commune. Plusieurs membres de la famille des comtes de Clervaux reposent dès lors dans une chapelle adjacente à l'église de Munshausen.
Le village est aussi connu pour son marché annuel dont les origines remontent au Moyen Âge, le Munzer Haupeschmaart, qui se déroule le premier dimanche après la fête de saint Hubert (3 novembre).

### L'ancienne commune
Munshausen était une commune jusqu'à sa fusion avec les communes de Clervaux et Heinerscheid le 1er janvier 2012 pour former la nouvelle commune de Clervaux. Elle comprenait les sections de Drauffelt, Marnach, Munshausen (siège), Roder et Siebenaler.

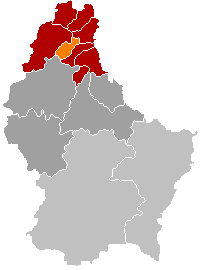
Clervaux avant 2012.
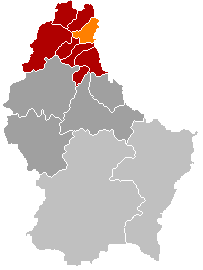
Heinerscheid.
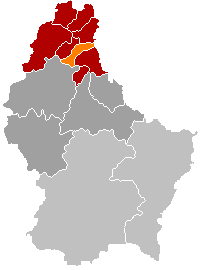
Munshausen.
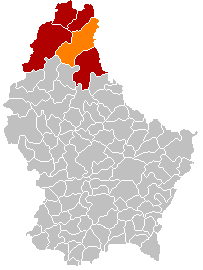
Clervaux en 2012.

La superficie de la commune était de 25,57 km2. C'était une commune au caractère typiquement rural comme la majeure partie du Nord du pays.

## Politique et administration

### Liste des bourgmestres
| Identité                      | Période          | Période                                        | Durée                       | Étiquette |
| Identité                      | Début            | Fin                                            | Durée                       | Étiquette |
| ----------------------------- | ---------------- | ---------------------------------------------- | --------------------------- | --------- |
| Pierre Gierrens (d)           | 1797             | 1813                                           | 16 ans                      |           |
| Jean Molitor (d)              | 1813             | 1823                                           | 10 ans                      |           |
| Damien Bocholtz (d)           | 1823             | 1835                                           | 12 ans                      |           |
| Jean-Pierre Hamus (d)         | 1835             | 1849                                           | 14 ans                      |           |
| Paul Meyers (d)               | 1849             | 1857                                           | 8 ans                       |           |
| Nicolas Linckels (d)          | 1849             | 1849                                           | moins d’un an               |           |
| Jean-Pierre Linckels (d)      | 1858             | 1887                                           | 29 ans                      |           |
| Pierre Linden (d)             | 1888             | 1896                                           | 8 ans                       |           |
| Mathias Hamus (d)             | 1897             | 1900                                           | 3 ans                       |           |
| Pierre Freichel (d)           | 1900             | 1908                                           | 8 ans                       |           |
| Théodore Boever (1872 - 1946) | 1909             | 1931                                           | 22 ans                      |           |
| Pierre Freichel (d)           | 1932             | 1940                                           | 8 ans                       |           |
| Joseph Thelen (d)             | 1945             | 1945                                           | moins d’un an               |           |
| François Kneip (d)            | 1946             | 1957                                           | 11 ans                      |           |
| François Hamus (d)            | 1958             | 1969                                           | 11 ans                      |           |
| Jean-Pierre Boever (d)        | 1969             | 1971                                           | 2 ans                       |           |
| Pierre Boever (d)             | 1971             | 1973                                           | 2 ans                       |           |
| Jules Blasen (d)              | 1973             | 1975                                           | 2 ans                       |           |
| Jean-Baptiste Stempel (d)     | 1976             | 1993                                           | 17 ans                      |           |
| Emile Eicher (né en 1955)     | 1er janvier 1994 | 23 novembre 2011 (entité qui n'existe plus (d) | 17 ans, 10 mois et 22 jours | CSV       |